# Vikivrste
Vikivrste (kovanica od reči viki i vrsta) je internet projekt zasnovan na viki tehnologiji koji podržava Zadužbina Vikimedija, pokrenut sa ciljem da se stvori sveobuhvatan katalog svih vrsta sa slobodnim sadržajem i usmeren više na naučnike nego na opštu javnost. Džimi Vejls, predsednik Zadužbine Vikimedija, izjavio je da urednici ne moraju faksirati svoje diplome, no da će prilozi morati proći recenzijski postupak kod tehničke publike. Vikivrste je dostupan pod licencom GNU-a za slobodnu dokumentaciju i CC BY-SA 3.0.
Pokrenut u septembru 2004, sa biolozima iz celog sveta pozvanima na saradnju, projekt je od aprila 2005. izradio radni okvir koji obuhvata Lineovu taksonomiju sa linkovima na Vikipedijine članke o pojedinim vrstama.

## Spoljašnje veze
- Vikivrste, slobodni direktorijum vrsta koji svako može urediti
- Portal zajednice Vikivrste
- Povelja Vikivrste, Džimi Vejls.